# Anna Soibert
Anna Katharina Soibert (* 1977/1978 in München) ist eine deutsche Schauspielerin, Dozentin und Choreografin.

## Leben und Wirken
Anna Soibert wuchs in München auf. Nach ihrem Abitur absolvierte sie in London zunächst ein Studium der Geschichte und Politikwissenschaften. Danach absolvierte sie von September 1999 bis Juni 2003 ihre Schauspielausbildung an der Russische Akademie für Theaterkunst in Moskau. Anschließend absolvierte sie noch mehrere Workshops. 
Am Theater stand sie in Theaterstücken wie beispielsweise in Peter Pan, Romeo und Julia oder in Die drei Musketiere auf der Bühne.
In der ARD-Telenovela Sturm der Liebe war sie im Jahr 2021 in einer Gastrolle als russische Ärztin Olga Petrova zu sehen.
Soibert ist auch als Schauspieldozentin und Choreografin für Kampfszenen an verschiedenen Schauspielschulen tätig.
Soibert lebt in Murnau am Staffelsee. Neben ihrer Muttersprache Deutsch spricht sie auch fließend Englisch und Russisch.

## Filmografie (Auswahl)
- 2018: Trautmann
- 2021: Sturm der Liebe (Fernsehserie, 2 Folgen)